# Luvili
Luvili är ett berg i Angola.   Det ligger i provinsen Huambo, i den centrala delen av landet, 400 kilometer sydost om huvudstaden Luanda. Toppen på Luvili är 2 075 meter över havet, eller 436 meter över den omgivande terrängen. Bredden vid basen är 1,3 km.
Terrängen runt Luvili är kuperad åt sydost, men åt nordväst är den platt. Runt Luvili är det ganska tätbefolkat, med 67 invånare per kvadratkilometer.. Närmaste större samhälle är Chela, 18,7 kilometer söder om Luvili.
I omgivningarna runt Luvili växer huvudsakligen savannskog.